# 5282 Yamatotakeru
5282 Yamatotakeru è un asteroide della fascia principale. Scoperto nel 1988, presenta un'orbita caratterizzata da un semiasse maggiore pari a 2,7308350 au e da un'eccentricità di 0,1212267, inclinata di 12,22184° rispetto all'eclittica.
L'eponimo era stato erroneamente attribuito al corpo (5258) 1989 AU1 per poi essere riassegnato a questo oggetto.
L'asteroide è dedicato al principe giapponese Yamato Takeru.